# Distretto di Zota
Il distretto di Zota è un distretto della Liberia facente parte della contea di Bong.